# Canadá en la Copa Mundial de Rugby de 2003
La Selección de rugby de Canadá fue uno de los 20 participantes de la Copa Mundial de Rugby de 2003 que se realizó en Australia.
Fue la quinta participación de los Cannucks en la Copa Mundial de Rugby.

## Plantel
| Nombre            | Posición       | Club                           |
| ----------------- | -------------- | ------------------------------ |
| Aaron Abrams      | hooker         | Castaway Wanderers             |
| Mark Lawson       | hooker         | Victoria Vikes                 |
| Garth Cooke       | pilar          | Stade Aurillacois              |
| Rod Snow          | pilar          | Dragons                        |
| Jon Thiel         | pilar          | Scarlets                       |
| Kevin Tkachuk     | pilar          | Pertemps Bees                  |
| Jamie Cudmore     | segunda línea  | Llandovery                     |
| Mike James        | segunda línea  | Stade Français                 |
| Ed Knaggs         | segunda línea  | Castaway Wanderers             |
| Colin Yukes       | segunda línea  | Agen                           |
| Jim Douglas       | ala            | UBC Old Boys Ravens            |
| Adam van Staveren | ala            | Bayside Sharks                 |
| Ryan Banks        | ala            | Burnaby Lake Rugby Club        |
| Al Charron (c.)   | ala            | Section Paloise                |
| Jeff Reid         | Número 8       | Eastwood Rugby Club            |
| Josh Jackson      | Número 8       | Castaway Wanderers             |
| Ed Fairhurst      | medio scrum    | Castaway Wanderers             |
| Morgan Williams   | medio scrum    | Saracens                       |
| Jared Barker      | medio apertura | Saracens                       |
| Bobby Ross        | medio apertura | James Bay Athletic Association |
| John Cannon       | centro         | Doncaster Knights              |
| Nik Witkowski     | centro         | Coventry RFC                   |
| Marco Di Girolamo | centro         | James Bay Athletic Association |
| Ryan Smith        | centro         | Brampton Beavers               |
| Dave Lougheed     | wing           | Balmy Beach                    |
| Matt King         | wing           | Balmy Beach                    |
| Sean Fauth        | wing           | Castaway Wanderers             |
| Winston Stanley   | wing           | Leeds Tykes                    |
| James Pritchard   | zaguero        | Bedford Blues                  |
| Quentin Fyffe     | zaguero        | James Bay Athletic Association |

## Participación

### Grupo D
| Equipo        | Gan. | Emp. | Per. | A favor | En contra | Extra | Puntos |
| ------------- | ---- | ---- | ---- | ------- | --------- | ----- | ------ |
| Nueva Zelanda | 4    | 0    | 0    | 282     | 57        | 4     | 20     |
| Gales         | 3    | 0    | 1    | 132     | 98        | 2     | 14     |
| Italia        | 2    | 0    | 2    | 77      | 123       | 0     | 8      |
| Canadá        | 1    | 0    | 3    | 54      | 135       | 1     | 5      |
| Tonga         | 0    | 0    | 4    | 46      | 178       | 1     | 1      |
| 12 de octubre | Gales | 41 - 10 | Canadá | Telstra Dome, Melbourne |  |

| 17 de octubre | Nueva Zelanda | 68 - 6 | Canadá | Telstra Dome, Melbourne |  |

| 21 de octubre | Italia | 19 - 14 | Canadá | Canberra Stadium, Canberra |  |

| 29 de octubre | Canadá | 24 - 7 | Tonga | WIN Stadium, Wollongong |  |